# 秋浜悟史
秋浜 悟史（あきはま さとし、1934年3月20日 - 2005年7月31日）は、日本の劇作家。岩手県岩手郡渋民村（現在の盛岡市）出身。

## 来歴
1956年、早稲田大学文学部演劇科在学中は学生劇団「早大自由舞台」に参加、戯曲『英雄たち』を発表。大学卒業後、岩波書店の系列会社岩波映画製作所を経て、1962年に劇団三十人会に参加。1967年に『ほらんばか』で第1回紀伊国屋演劇賞、1969年に 『幼児たちの後の祭り』に至るまでの諸作品の成果で第14回岸田國士戯曲賞を受賞。それ以降数々の作品を世に送り出した。故郷岩手を舞台にした盛岡弁の戯曲が多く、同郷の石川啄木を描いた『啄木伝』などがある。
大阪芸術大学教授として教鞭を執り、いのうえひでのりをはじめ劇団☆新感線のメンバーの多くは教え子である。
1994年には兵庫県尼崎市にある日本で初めての公立劇団「兵庫県立ピッコロ劇団」の初代代表を務めていた。1998年、同劇団で演出をした『わたしの夢は舞う・會津八一博士の恋』が第32回紀伊國屋演劇賞団体賞、文化庁芸術祭賞＜演劇部門＞優秀賞を受賞。退任後は、ピッコロ演劇学校の参与、アドバイザーを務めていた。
1977年12月から1978年1月までNHK「みんなのうた」の「走馬燈」の作詞を担当した。

## 著作
- 「しらけおばけ 秋浜悟史作品集」 晶文社 1970
- 「秋浜悟史一幕劇集」 クレラム社 1979
- 「ある地方高校生の日記 一九五〇〜一九五三」 松本工房 2024